# Втеча з в'язниці (фільм, 1977)
«Втеча з в'язниці» — радянський художній фільм 1977 року режисера Радомира Василевського за мотивами повісті Миколи Вірти «Втеча».

## Сюжет
В основі сюжету — реальна історія вчиненої в 1902 році зухвалої втечі з Лук'янівської в'язниці в Києві десятьма політичними в'язнями — революціонерами-«іскрівцями». Основні персонажі виведені під своїми справжніми іменами — Микола Бауман, Максим Литвинов, Осип П'ятницький й інші. На тлі організації втечі автори фільму ставили завдання показати в діалогах героїв виникнення тих принципових і глибоких розбіжностей в політичних поглядах і цілях партії, які через рік — на II з'їзді РСДРП — призведуть до розколу партії на більшовиків і меншовиків.

## У ролях
- Олександр Абдулов —  Микола Бауман
- Микола Єременко —  Максим Литвинов
- Валерій Шушкевич —  Михайло Сильвін
- Павло Ремезов —  Йосип Басовский
- Андрюс Карка —  Мар'ян Григорович Гурський
- Віталій Дорошенко —  Володимир Бобровський
- Віктор Бутов —  Осип П'ятницький
- Юрій Родіонов — «Блюм» (Йосип Блюменфельд), складач «Іскри»
- Володимир Васьковцев —  «Красень»
- Георгій Дрозд —  Плессаков
- Андрій Градов —  Ілля Строєв, підпільник
- Борис Федотов —  Сапежко, підпільник
- Олександр Яковлєв —  Олександр Спиридович, жандармський підполковник
- Володимир Наумцев —  генерал жандармерії
- Петро Кудлай —  начальник в'язниці
- Михайло Горносталь —  Серж, жандарм
- Валерій Філатов —  Михайлов, наглядач
- Олексій Ванін —  наглядач
- Анатолій Обухов —  жандарм
- Анатолій Яббаров —  філер / наглядач
- Юрій Рудченко —  поп
- Микола Сльозка —  Остап Петрович, заводський майстер, підпільник
- Микола Федорцов —  підпільник
- Людмила Зайцева —  Капітоліна, дружина Баумана
- Ірина Шевчук —  Ольга Новиченко, «призначена наречена»

## Знімальна група
- Режисер — Радомир Василевський
- Сценаристи — Микола Вірта, Рудольф Отколенко
- Оператор — Юрій Клименко
- Композитор — Ілля Катаєв
- Художник — Валентин Гідулянов